# Sebastian Schwarz (Volleyballspieler)
Sebastian Schwarz (* 2. Oktober 1985 in Freudenstadt) ist ein ehemaliger deutscher Volleyball-Nationalspieler.

## Karriere
Sebastian Schwarz spielte viele Jahre in der deutschen Bundesliga und wurde mehrfach mit dem VfB Friedrichshafen deutscher Meister und DVV-Pokalsieger. Auch mit Generali Haching wurde er noch zweimal Pokalsieger. 2010 ging er nach Italien, wo er zunächst für Umbria Volley spielte. Nach einer Saison bei Pallavolo Padua kehrte  Schwarz 2012 nach Umbrien zurück und spielte für Sir Safety Perugia. 2013 kam er nach drei Jahren in Italien zurück zu Generali Haching. Nach dem Aus für Haching in der Bundesliga wechselte Schwarz 2014 zum polnischen Erstligisten Trefl Gdańsk, mit dem er 2015 den polnischen Pokal gewann. 2016 ging Schwarz nach Russland zu VK Kusbass Kemerowo und 2017 zurück nach Polen zu Jastrzębski Węgiel. Im Sommer 2017 kehrte er zurück in die Bundesliga zu den United Volleys Rhein-Main. 2019 beendete Schwarz seine Profi-Karriere.
Seit 2005 spielte Schwarz auch in der deutschen Nationalmannschaft. Unter Bundestrainer Raúl Lozano wurde er ab 2009 hier zum Stammspieler auf der Außenposition. Bei den Olympischen Spielen in London 2012 erreichte er den fünften Platz. 2013 erreichte er mit der Nationalmannschaft den sechsten Platz bei der Europameisterschaft. Bei der WM 2014 in Polen gewann er mit dem Team die Bronzemedaille.